# New Sharon (Maine)
New Sharon ist eine Town im Franklin County des Bundesstaates Maine in den Vereinigten Staaten. Im Jahr 2020 lebten dort 1458 Einwohner in 710 Haushalten auf einer Fläche von 121,29 km².

## Geografie
Nach dem United States Census Bureau hat New Sharon eine Gesamtfläche von 121,29 km², von denen 119,63 km² Land sind und 1,66 km² aus Gewässern bestehen.

### Geografische Lage
New Sharon liegt im Südosten des Franklin Countys. Im Osten grenzt das Somerset County und im Süden das Kennebec County an. Der Sandy River fließt in östliche Richtung durch das Gebiet der Town, er mündet im Kennebec River. Es befinden sich keine größeren Seen auf dem Gebiet der Town. Im Südwesten grenzt der Crowell Pond an und im Süden der Kimball Pond. Die Oberfläche ist leicht hügelig, die höchste Erhebung ist der 366 m hohe York Hill im Süden von New Sharon.

### Nachbargemeinden
Alle Entfernungen sind als Luftlinien zwischen den offiziellen Koordinaten der Orte aus der Volkszählung 2010 angegeben.
- Norden: Industry, 6,6 km
- Nordosten: Starks, Somerset County, 6,1 km
- Osten: Mercer, Somerset County, 10,3 km
- Südosten Rome, Kennebec County, 12,3 km
- Süden: Vienna, Kennebec County, 3,6 km
- Südwesten: Chesterville, 12,7 km
- Westen: Farmington, 15,7 km

### Stadtgliederung
In New Sharon gibt es mehrere Siedlungsgebiete: Bullen Mills, East New Sharon, New Sharon und Weeks Mills.

### Klima
Die mittlere Durchschnittstemperatur in New Sharon liegt zwischen −10,0 °C (14 °Fahrenheit) im Januar und 18,3 °C (65 °Fahrenheit) im Juli. Damit ist der Ort gegenüber dem langjährigen Mittel der USA um etwa 9 Grad kühler. Die Schneefälle zwischen Oktober und Mai liegen mit bis zu zweieinhalb Metern mehr als doppelt so hoch wie die mittlere Schneehöhe in den USA; die tägliche Sonnenscheindauer liegt am unteren Rand des Wertespektrums der USA.

## Geschichte
Den Grant ausgegeben vom Bundesstaat Massachusetts für New Sharon bekamen Prince Baker und weitere im Jahr 1791. Die Besiedlung startete bereits 1782 und schon im Jahr 1794 wurde das Gebiet, welches zunächst als Unity Plantation organisiert war, als Town organisiert. Baker war einer der ersten Siedler in diesem Gebiet. New Sharon soll zum Gebiet gehören, welches Captain William Tyng und seiner Kompanie in Anerkennung ihrer Dienste während einer gefährlichen Verfolgung des indischen Feindes auf Schneeschuhen im ersten Winter des Queen Anne’s Wars gewährt wurde. Dieses Gebiet wurde zunächst Tyngstown genannt, später Unity Plantation.

### Einwohnerentwicklung
| Volkszählungsergebnisse – Town of New Sharon, Maine | Volkszählungsergebnisse – Town of New Sharon, Maine | Volkszählungsergebnisse – Town of New Sharon, Maine | Volkszählungsergebnisse – Town of New Sharon, Maine | Volkszählungsergebnisse – Town of New Sharon, Maine | Volkszählungsergebnisse – Town of New Sharon, Maine | Volkszählungsergebnisse – Town of New Sharon, Maine | Volkszählungsergebnisse – Town of New Sharon, Maine | Volkszählungsergebnisse – Town of New Sharon, Maine | Volkszählungsergebnisse – Town of New Sharon, Maine | Volkszählungsergebnisse – Town of New Sharon, Maine |
| Jahr                                                | 1800                                                | 1810                                                | 1820                                                | 1830                                                | 1840                                                | 1850                                                | 1860                                                | 1870                                                | 1880                                                | 1890                                                |
| --------------------------------------------------- | --------------------------------------------------- | --------------------------------------------------- | --------------------------------------------------- | --------------------------------------------------- | --------------------------------------------------- | --------------------------------------------------- | --------------------------------------------------- | --------------------------------------------------- | --------------------------------------------------- | --------------------------------------------------- |
| Einwohner                                           | 359                                                 | 944                                                 | 1219                                                | 1599                                                | 1829                                                | 1732                                                | 1731                                                | 1451                                                | 1306                                                | 1064                                                |
| Jahr                                                | 1900                                                | 1910                                                | 1920                                                | 1930                                                | 1940                                                | 1950                                                | 1960                                                | 1970                                                | 1980                                                | 1990                                                |
| Einwohner                                           | 946                                                 | 955                                                 | 885                                                 | 750                                                 | 761                                                 | 755                                                 | 712                                                 | 725                                                 | 969                                                 | 1175                                                |
| Jahr                                                | 2000                                                | 2010                                                | 2020                                                | 2030                                                | 2040                                                | 2050                                                | 2060                                                | 2070                                                | 2080                                                | 2090                                                |
| Einwohner                                           | 1297                                                | 1407                                                | 1458                                                |                                                     |                                                     |                                                     |                                                     |                                                     |                                                     |                                                     |

## Kultur und Sehenswürdigkeiten

### Bauwerke
Die New Sharon Congregational Church wurde 1985 unter Denkmalschutz gestellt und unter der Register-Nr. 85001261 ins National Register of Historic Places aufgenommen.

## Wirtschaft und Infrastruktur

### Verkehr
Der U.S. Highway 2 verläuft in westöstlicher Richtung durch das Gebiet der Town. Er wie auch die Maine State Route 134 folgen dem Verlauf des Sandy Rivers. In südliche Richtung zweigt die Maine State Route 27 ab.

### Öffentliche Einrichtungen
In New Sharon gibt es keine medizinischen Einrichtungen. Die nächstgelegenen befinden sich in Farmington und Madison.
New Sharon besitzt eine eigene Bücherei. Die Jim Ditzler Memorial Library wurde 1850 gegründet.

### Bildung
New Sharon gehört mit Chesterville, Farmington, Industry, New Vineyard, Starks, Temple, Vienna, Weld und Wilton zum Maine School Administrative District 9, dem Mt. Blue Regional School District.
Im Schulbezirk werden folgende Schulen angeboten:
- Gerald D. Cushing School in Wilton (Schulklassen Pre-K bis 1)
- Academy Hill School in Wilton (Schulklassen 2 bis 5)
- Cape Cod Hill School in New Sharon (Schulklassen Pre-K bis 5)
- W.G. Mallett School in Farmington (Schulklassen Pre-K bis 2)
- Cascade Brook School in Farmington (Schulklassen 3 bis 5)
- Mt. Blue High School in Farmington
- Mt. Blue Middle School in Farmington

## Persönlichkeiten

### Persönlichkeiten, die vor Ort gewirkt haben
- Barry B. Longyear (1942–2025), Science-Fiction-Autor, lebt in New Sharon